# عكابة (تعز)

تعديل مصدري - تعديل

عُكَابَةْ 

هي إحدى قرى عزلة الأعروق مديريةحيفان التابعة لمحافظة تعز، والتي كانت تتبع قضاء  الحجرية. 

وتقع شرقي الجند محافظة تعز، ورغم أنها تقع على حافة مُرْتَفَع يطل على وادي (الرُجَيِمَة) إلا أنها من الناحية الثانية والمُقَابِلَة أيضا تقع على امتداد جبلين وتبتين. الجبلان هما: جبل (النقيل) وجبل (الضاحة)، التبتان: تبة (السويداء) وتبة (الجزاب).
وتقع ما بين الأغابرة والأعروق، وسكانها بعضهم يُنْسَب إلى الأعروق وقليل منهم يُنْسَب إلى الأغابرة.ولكنها غالبا تصنف أعروق.
وعدد الأسر التي تنسب إلى الأغابرة ست أسر وبقية الأسر تنسب إلى الأعروق.وعدد السكان المقيمون فيها حوالي 478. 
السكان الذين يعيشون في المدن ومازال بعضهم على صلة بها عددهم حوالي 2103. وبالتالي فالإجمالي حوالي 2581 تقريبا.
اما المساكن فإن عددها الكلي 89 دارا. منها 62 آهلة بالسكان. في حين أن 27 دارا أما مهجورا أو مهدما.
تجدر الإشارة إلى أن اسم قرية (عكابة) متكرر في أكثر من مكان، في (فلسطين) قرية صغيرة اسمها عكابة (بفتح العين وتشديد الكاف)، وفي اليمن في حضرموت - القطن، قرية اسمها عكابة، وعكابة لها معان كثيرة ومن معانيها الوفرة.

## أسماء الأماكن في قرية عكابة
- الضاحة، وفي منتصفها دار قديم ودار جديد وسقاية.
- راس النقيل، وفيه دار وسقاية.
- سفال النقيل، وفيه دار وبجواره بئر.
- السُدَيِمات، وفيها مجموعة بيوت.
- السويداء، وفيها بيت ومستوصف طبي ومحطة بترول، وتقع في مدخل القرية من ناحية تعز.
- النجد، وفيه قليل من البيوت.
- المِعْطَانْ، وفيه مجموعة بيوت.
- دار القرينه، وفيه حوالي ثلاث بيوت.
- المنقال، وفيه داران.
- النجيد ، وفيها دار النجيد.
- المسالق، وفيه مجموعة بيوت.
- مُخَيريَانْ، وفيها مجموعة بيوت.
- الجَزَابْ، وفيه أحجار صغيرة من (الكُحل) كان أهل القرية يستفيدون منها لعيونهم (زمان) أما الٱن فربما لم يعد يعرف عنها أحد من الجيل الجديد.

و (الجزاب) مرتبط بطقوس احتفالية مميزة في العيدين؛ (عيد الفطر) و (عيدالأضحى) في الماضي استمرت إلى ثمانينات القرن العشربن تقريبا. حيث كان أهل القرية يتجمعون في موكب يشمل الكبار والصغار من أهلها ثم ينطلقون بمصاحبة إيقاعات الطبول يتخللها أصوات المفرقعات (الطماش) والرقص حتى يصلون إلى قمة تبة (الجزاب) ثم يمارسون بعض الرقص قليلا ثم يعودون إلى حيث تجمعوا في وسط القرية وقد يمارسون أيضا بعض الرقص أحيانا. ثم يعودون إلى منازلهم لتناول الغداء لكي ينتقلون إلى طقس آخر هو العادة اليمنية المعروفة ب (المقيل).
- السد، وهو عبارة عن بناء كبير مغلق لحفظ مياة الأمطار، ويقع في وسط القرية، وهو لاهل القرية جميعا ويعود بناء هذا السد إلى بداية القرن العشرين تقريبا.
- إضافة إلى بيوت متفرقة لها أسماء مختلفة.

## التعليم
في قرية عكابة نسبة التعليم  مرتفعة جدا جدا حيث ان معظم ابنائها خريجين دول اوروبا وبدرجة امتياز ،وفيها تقريبا كل التخصصات العلمية أطباء ومهندسون وتربيون وضباط وأدباء

وفنانون، ومن أبناء القرية أحد رواد الفن التشكيلي في اليمن «حيدر غالب» (1959-1983)
  كما أن من أبناءها «عبد الباقي محمد سعيد» و«عبد الرحمن محمد سعيد» (1930-2014)،  أحد القادة السياسيين المعروفين بدورهم الفعال في الثورة اليمنية، ومن مؤسسين حركة القوميين العرب.  والمناضل «عبد القادر سعيد» (1941-1974)،  وغيرهم الكثير من الجيل الذي التحق بالجيش في بداية الستينيات، وشغلوا مناصب قيادية عليا في الدولة. كما أن فيها تجارا ومهنيين وخبراء اقتصاد. لكنهم اصبحوا من سكان المدن بحكم أعمالهم في مرافق الدولة ووزاراتها.

## مرافق خدمية
في القرية مسجد قديم ومسجد جديد. كما يوجد مستوصف طبي في تبة السويداء. إضافة إلى مدرسة الطيار النموذجية التي أنشئت في نهاية الستينيات من القرن الماضي وهي مدرسة للقرى المحيطة بها ومنها قرية عكابة، وقبل أن يتعاون الأهالي في إنشاء المدرسة، كان أهل القرية يتعلمون في مسجد القرية وعند كبار السن ممن تلقوا تعليما من أسلافهم. ومن المرافق الخدمية، مشروع المياه والكهرباء، وطريق اسفلتي يصل القرية والقرى المحيطة بمدينة تعز وعدن. كما انه فيها محطة بترول في تبة السويداء بجوار المستوصف الطبي. وبالطبع كان فيها دكاكين للتجارة، من دكاكين القرى التي تجد فيها كل شيء من العلاجات البسيطة مثل الاسبرين و (والإكنين) إلى الإبرة وألعاب الأطفال، وما يحتاجه الناس في حياتهم اليومية. كما أنه كان فيها طاحونا، قديما منذ الستينات، يعمل بالديزل، بالإضافة إلى المطاحن البدائية التي كانت توجد في كل البيوت تقريبا ولكنها لم تعد تستخدم. أما الٱن ففيها من الطوحين الحديثة. وتصل إليها خطوط التلفون وشبكة الإنترنت.

## صور
```
هذه صورة للقرية مع مدرسة الطيار النموذجية، ومع قرية الرُجَيمَةْ.
```

صورة نادرة من ستينات القرن العشرين للجزء الأكبر من القرية، ملتقطة من أعلى جبل الضاحة.
هذه صورة ملتقطة من فوق سطح بيت في منتصف جبل الضاحة.